# Голешово
Го́лешово (болг. Голешово) — село в Благоєвградській області Болгарії. Входить до складу общини Санданський.

## Населення
За даними перепису населення 2011 року у селі проживали 63 особи.
Національний склад населення села:
| Національність   | Кількість осіб | Відсоток |
| ---------------- | -------------- | -------- |
| болгари          | 58             | 95,1%    |
| турки            | 0              | 0%       |
| цигани           | 0              | 0%       |
| інша             | 3              | 4,9%     |
| не визначились   | 0              | 0%       |
| Всього відповіли | 61             |          |

Розподіл населення за віком у 2011 році:
Динаміка населення: